# Maggie Mae (chanteuse)
Pour la chanson traditionnelle britannique de Liverpool reprise par les Beatles, voir Maggie May.
Maggie Mae, de son vrai nom Andrea Cosima Carle (née le 13 mai 1960 à Karlsruhe et morte le 30 août 2021 à Melbourne (Floride)) est une chanteuse allemande.

## Biographie
Maggie Mae sort son premier disque, Ich hab’ Spaß am Leben, en 1974 ; il s'agit d'une reprise en allemand de My Boy Lollipop de Millie Small. En raison de son apparence funky et de son âge, elle est surnommée « Das verrückte Huhn », « la poule folle ».
En 1975, elle chante Die total verrückte Zeit pour représenter l'Allemagne au Concours Eurovision de la chanson et finit septième de la sélection. Elle retente sa chance l'année suivante avec Applaus für ein total verrücktes Haus et est troisième. Par ailleurs, elle joue quelques rôles à la télévision comme la série Klimbim.
Elle sort des disques jusque dans les années 1980. Puis elle rencontre son premier mari Robert Trammel et l'accompagne aux États-Unis. Elle met fin à sa carrière pour avoir une vie de famille. Elle devient ensuite infirmière.

## Discographie
Singles
- 1974 : Ich hab' Spaß am Leben
- 1974 : My Boy Lollypop
- 1975 : Baby, Spaß muss sein (Long Tall Sally)
- 1975 : Die total verrückte Zeit
- 1975 : Sweet beat honey sunny boy/Itsy bitsy teenie weenie Honolulu Strandbikini
- 1975 : I'm on fire
- 1976 : Sing my song
- 1976 : Applaus für ein total verrücktes Haus
- 1977 : Und sein Name war No
- 1977 : Und dann noch eins - Ich liebe dich
- 1978 : Dieses ist mein Land
- 1979 : Komm, klopf' heut Nacht an die Tür (I'm gonna knock on your door)
- 1979 : Das allererste Mal (um alles zu erfahren)
- 1980 : James Dean - Superstar
- 1981 : Rock 'n' Roll Cowboy (Making your mind up)
- 1981 : Lutsch mit! (titre publicitaire de l'entreprise Rachengold distribué à Karlsruhe)
- 1982 : Und der Weihnachtsmann behauptet, er ist Elvis

Album
- 1975 : I'm on fire

## Source de la traduction
- (de) Cet article est partiellement ou en totalité issu de l’article de Wikipédia en allemand intitulé « Maggie Mae (Schlagersängerin) » (voir la liste des auteurs).